# Hadžibegova kula
Hadžibegova kula je kula u središnjem dijelu Hutovskog grada.

## Povijest
| Hadžibegova kula (izvana i iznutra) |  | Hadžibegova kula (izvana i iznutra) |
| Hadžibegova kula (izvana i iznutra) |  |                                     |

Kula je postojala još u srednjem vijeku. Nije izričito spomenuta u vremenima Bečkog rata 1683. – 1699. kad su u donjem Poneretavlju ratovali su Mlečani uspješno ratovali protiv Osmanlija, prodrijevši preko Zažablja u kojem se nalazi Hutovo, Popova i Trebinja sve do Novog i opkoliti Dubrovačku Republiku. Karlovački mir 1699. na dubrovačko inzistiranje u zbilji poništava skoro sve mletačke uspjehe, pa i Hutovo ostaje pod Turcima. Novi rat pokreću Turci protiv Mletaka 1715., no i ovaj su put Mlečani uspješni, koji prodiru sve do Boke kotorske koja je u njihovom posjedu. Iz tog vremena javljaju se dokumentarni zapisi o ovoj kuli. Zabilježena je 1714. godine kao derebend kula u stolačkoj kapetaniji. Tada je bila malih dimenzija. Bila je čuvala granicu, a u njoj je obitavala mala posada od 7 do 8 vojnika derebendžija koji su čuvali klanac, put i ubirali carinu. Te je godine nakratko u mletačko-turskim ratovima nakratko njome zavladali Mlečani koji su u uspješnom pohodu okružili Dubrovnik. Mlečani 16. travnja 1717. pišu pohvalu brigadiru mletačke vojske Vuli Nonkoviću i za osvajanje kule u Hutovu, kao i proširenju mletačke vlasti preko Zažablja, Popova, Ljubinja, Trebinja i Stoca. Požarevački mir 1718. godine opet vraća stanje na staro.

## Arhitektura
Dobro je učvršćena i čvrsto ozidana. Vrlo je slična Kuli Norinskoj blizu Metkovića.
Kula je masivna, velika i kružnog tlocrta. Ima prizemlje i dva kata. Podno kule nalazio se ribnjak Hadžibega Rizvanbegovića. Beg je u ribnjaku držao ukusnu ribu gaovicu ulovljenu u Popovu polju.
Kulu je dobio Hadžibeg Rizvanbegović od oca s kojim je bio u zavadi, a nakon višegodišnjeg izbivanja iz rodnog kraja. Otac se povukao, podijelio stolačku kapetaniju i od nje sinu podijelio hutovsku kapetaniju. Hadži-beg je dogradio kulu u kojoj su stanovali «panduri kao krajiška straža». Poslije je kulu okružio zidinama (hutovski grad).
Od kule i ribnjaka danas su ostale samo ruševine. Građevinski kompleks hutovskog grada i Hadžibegove kule predložen je za upis u nacionalne spomenike BiH. Odlukom Komisije za očuvanje nacionalnih spomenika BiH na sjednici održanoj od 4. do 10. svibnja 2004, povijesno područje – Hutovski grad (Hadžibegov grad) u Hutovu proglašeno je nacionalnim spomenikom.